# 小田切謙明

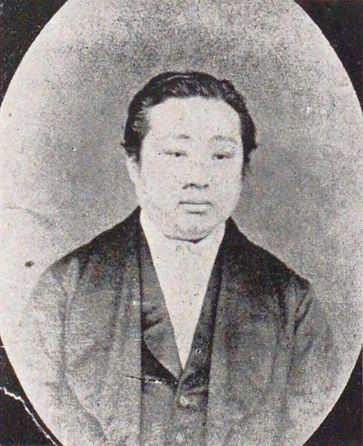
小田切謙明

小田切 謙明（おたぎり けんめい、弘化3年12月1日（1847年1月17日） - 1893年（明治26年）4月9日）は、明治時代の自由民権運動家、山梨県の名望家。

## 略歴

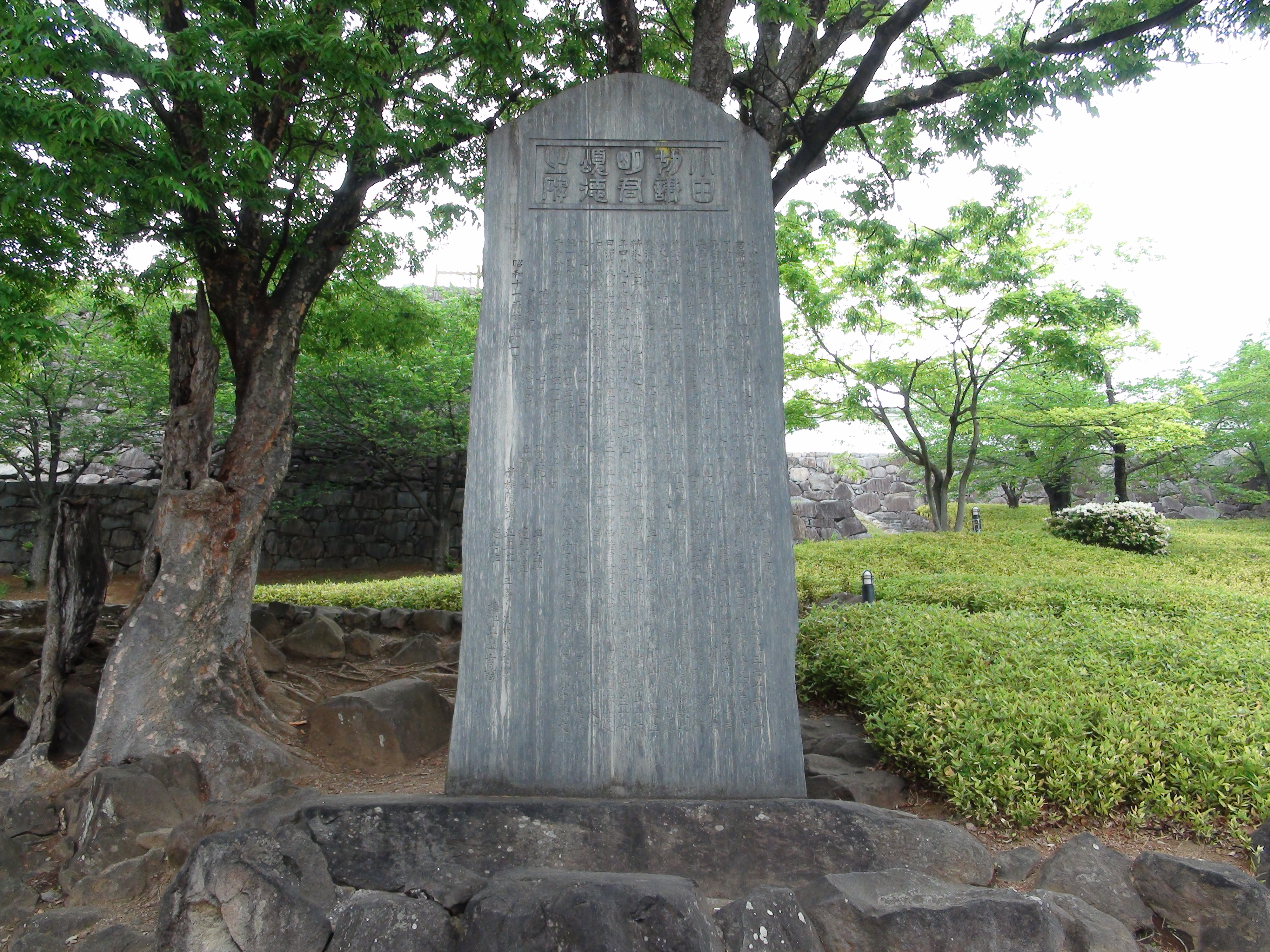
甲府城跡にある小田切謙明の頌徳碑

甲斐国西山梨郡飯沼村（甲府市新青沼）に生まれる。生家は青沼村の村役人を務め、謙明も明治5年には戸長を務めている。1876年（明治9年）には若尾逸平らと金融会社の補融社を設立する。
山梨県では県令藤村紫朗への反発から自由民権運動が起こるが、謙明も藤村を批判し、観風新聞を創刊する。1884年（明治17年）6月には龍泉社を設立し、甲府市桜町（丸の内一丁目）に海洲温泉を開始する。その功績が生前から顕彰され「海洲大権現」としても祀られた。
1880年（明治13年）2月26日、峡中新報社社主の林誾とともに峡中同進会を設立し、依田孝、薬袋義一、加賀美平八郎、佐野広乃らとともに理事委員となる。国会設立請願代表の一人として佐野、薬袋らとともに上京し、国会期成同盟の結成に加わる。同年6月には明治天皇の東山道巡幸を契機とする武田信玄の霊社建設運動が起こり、謙明は尾沢孝治、加賀美平八郎らとともに総代を務めた。
翌明治14年には県会議員となり、自由党員となる。1891年（明治24年）には渡辺信（青洲）、根津嘉一郎、佐竹作太郎らの名望家とともに鉄道期成同盟会を結成し、中央線の敷設運動などを行なっている。
1890年（明治23年）には第1回衆議院議員総選挙に第一区から立候補するが、落選する。1892年（明治25年）の第2回衆議院議員総選挙にも第一区から立候補するが、再び落選している。このとき、対立候補との選挙運動における経済的な格差を風刺した「浅尾人力、金丸馬車で、小田切ゃわらじで苦労する」という俗謡がうたわれた。
1893年（明治26年）4月9日病没。享年48。墓所は甲府市朝日5丁目の日蓮宗寺院の清運寺。病没の少し前に、灸の治療を受けた女性が、千葉さな子である。千葉さな子は北辰一刀流・千葉桶町道場の娘で、土佐藩士・坂本龍馬の婚約者（と本人は考えていた）である、身寄りのないさな子を小田切夫妻は哀れみ、地元・甲州に招いた。そのため、千葉さな子の墓は小田切と同じ清蓮寺にある。
1936年（昭和11年）には甲府城跡（舞鶴城公園）鍛冶曲輪跡に頌徳碑が建立された。
甲州では、その後も言葉遊びとして「小田切謙明　一生懸命」という決まり文句が長く伝わった。